# هاريسون أوين
هاريسون أوين (بالإنجليزية: Harrison Owen)‏ (24 يونيو 1890، غيلونغ في أستراليا - 30 مايو 1966 في أستراليا)؛ كاتب مسرحي، شاعر، صحفي وروائي أسترالي.

## روابط خارجية
- هاريسون أوين على موقع IMDb (الإنجليزية)
- هاريسون أوين على موقع قاعدة بيانات برودواي على الإنترنت (الإنجليزية)